# Раубичі

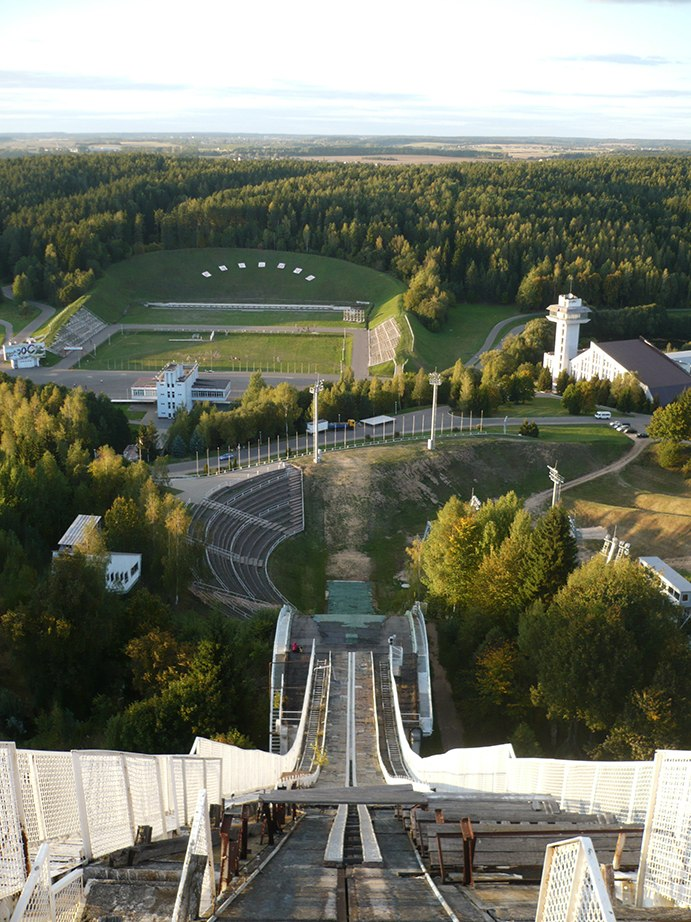

Раубичі (біл. Раўбічы) — білоруський республіканський центр олімпійської подготовки з зимових видів спорту.
Комплекс побудований у 1974 році. Розташований поблизу Мінська (20 км від центру Мінська; 25 км від Національного аеропоту «Мінськ»). На базі центру неодноразово проходили змагання міжнародного рівня.
В 1996 році Міжнародний союз біатлоністів відзначив центр «Раубичі» категорією А — із ліцензією на проведення змагань вищої категорії.
Сьогодні «Раубичі» — один із найкращих зимових спортивних комплексів не тільки в Східній Європі, але й у всьому світі[джерело?]. Після помномасштабної реконструкції, яка тривала декілька років, комплекс отримав сучасну інфраструктуру, набув ще більшої комфортабельності для спортсменів та тренерів, судів та журналістів, туристів та ін.

## Історія комплексу
В Раубичах проходили такі міжнародні турніри:
- чемпіонати світу з біатлону (1974, 1982, 1990);
- чемпіонати світу з біатлону серед юніорів (1974, 1976, 1982, 2015);
- чемпіонати Європи з біатлону (1998, 2004, 2019);
- Кубок світу з лижних перегонів (1991);
- етапи Кубка Європи з фрістайлу (1995, 2006).

## Спортивні об'єкти
- біатлонне стрільбище та стадіон
- лижеролерна траса
- крита ковзанка
- трампліни для стрибків на лижах
- гірськолижний схил для фристайлу
- спортивний зал
- тренажерні зали
- суддівський павільйон
- роликодром
- тенісні корти

На території центру працюють медико-відновлювальний центр, готелі, ресторан, кафе и бар-піцерія, пункти прокату спортивного інвентарю.

## Цікаві факти

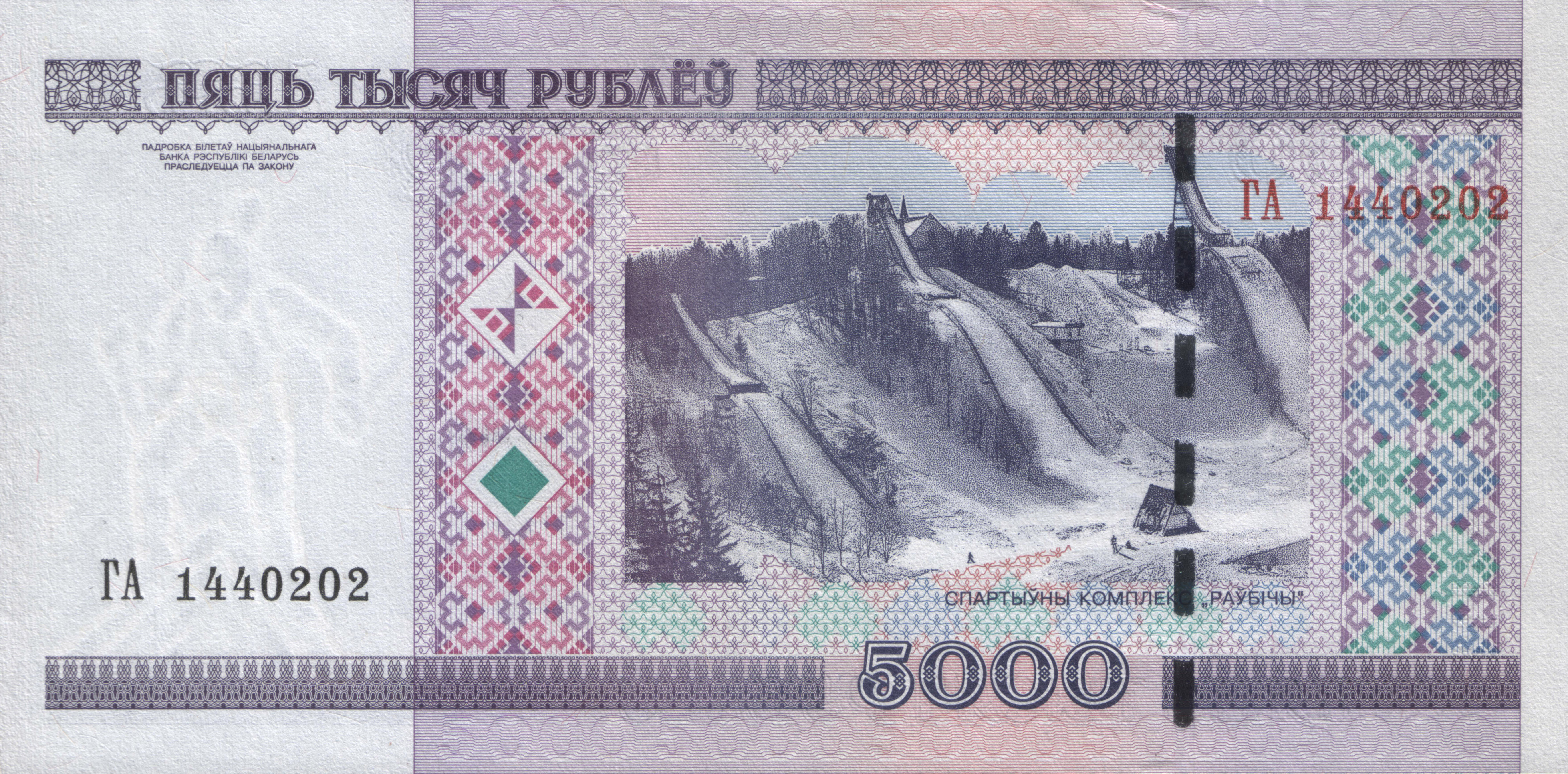

- Спортивний комплекс «Раубичі» зображений на п'ятитисячній купюрі білоруських рублів.